# NGC 3049
NGC 3049 ist eine Balken-Spiralgalaxie mit hoher Sternentstehungsrate vom Hubble-Typ SBab im Sternbild Löwe auf der Ekliptik. Sie ist schätzungsweise 60 Millionen Lichtjahre von der Milchstraße entfernt und hat einen Durchmesser von etwa 40.000 Lj.
Das Objekt wurde am 20. März 1882 von dem französischen Astronomen Édouard Jean-Marie Stephan entdeckt.